# 幸せのちから (和田アキ子の曲)
『幸せのちから』（しあわせのちから）は、2008年2月27日に発売された和田アキ子の82枚目のシングル。

## 概要
- 作詞・作曲・編曲はM.Y[注 1][1][2][3]。
- 和田のデビュー40周年記念第1弾シングル[4]。
- 和田自身も出演する、POWER&SOUL KYOTEIの2008年のCMソング[4]。
- ヒット曲となったが、2008年のNHK『第59回NHK紅白歌合戦』では選曲されなかった（この回の紅白では1997年に発売した「夢」が選曲され、紅組トリでの歌唱となったが、和田は司会を務めるTBS系列『アッコにおまかせ!』内で「本当は「幸せのちから」を歌いたかった」と発言している）。

## 収録曲
1. 幸せのちから [5:02]
作詞・作曲・編曲：M.Y
2. 幸せのちから（Crypto Room Remix） [4:38]
作詞・作曲：M.Y／編曲：Crypto Room
3. ルンバでブンブン（Reggae Disco Rockers Shankin' Mix） [4:00]
作詞・作曲：横山剣／編曲：Reggae Disco Rockers
4. 幸せのちから（カラオケ） [4:57]

## カバー
- Toshl「幸せのちから」 - 編曲は坂本昌之が担当[5]。和田アキ子のデビュー50周年を記念したトリビュート・アルバム『アッコがおまかせ ～和田アキ子50周年記念トリビュート・アルバム』[6]、Toshl『IM A SINGER』[7]に収録されている。2019年1月18日から3月1日まで放送された『記憶捜査〜新宿東署事件ファイル〜』シーズン1（テレビ東京系列）の主題歌に使用された[8]。